# غار دو فیری
اشکفت دو فیری مربوط به دوران فرادیرینه‌سنگی است و در شهرستان ممسنی، بخش رستم، دهستان رستم ۱، ۱۵۰ متری شمال روستای برآفتاب زیر دو واقع شده و این اثر در تاریخ ۳۰ بهمن ۱۳۸۶ با شمارهٔ ثبت ۲۰۸۴۶ به‌عنوان یکی از آثار ملی ایران به ثبت رسیده است.